# Filles de Notre-Dame du Jardin
Pour les articles homonymes, voir FMH.
Les Filles de Notre-Dame du Jardin (en latin : Congregatio Filiarum Mariae Sanctissimae ab Horto ou F.M.H.) sont une congrégation religieuse enseignante, hospitalière et missionnaire de droit pontifical.

## Historique
Archiprêtre de l'église saint Jean Baptiste de Chiavari, Antoine-Marie Gianelli (1789-1846) est nommé à la direction d'une œuvre de charité pour le soin et l'éducation des orphelins ; pour la gérer, Gianelli organise en 1827 la "Compagnie des dames de la charité". Le 12 janvier 1829, treize jeunes filles commence à mener la vie commune et à pratiquer l'Adoration eucharistique, Catherine Podestà devient la première supérieure générale de l'institut qu'elle gouverne pendant quarante ans. La congrégation, d'abord appelée "Filles de Marie", ajoute bientôt à son nom le titre du jardin (orto en italien) en hommage à la Vierge vénérée à la cathédrale di Nostra Signora dell'Orto de Chiavari.
L'institut obtient le décret de louange le 1er février 1862, il est définitivement approuvé par le Saint-Siège le 10 mars 1868 et ses constitutions en 1882. 
Marie Crescence Pérez (1897-1932), religieuse argentine de cette congrégation, est béatifiée en 2012.

## Activités et diffusion
Les filles de Notre Dame se dédient à l'activité missionnaire et gèrent diverses activités sociales en particulier, le soin des personnes âgées et des malades chroniques, elles se consacrent à l'enseignement et soutiennent le ministère de la paroisse et la pastorale diocésaine. 
Elles sont présentes en : 
- Europe : Italie, Espagne ;
- Amérique : Argentine, Bolivie, Brésil, Chili, États-Unis, Paraguay, Uruguay ;
- Afrique : République démocratique du Congo ;
- Asie : Inde, Terre sainte ;
- Océanie : Papouasie-Nouvelle-Guinée.

La maison généralice est à Rome
En 2017, la congrégation comptait 590 sœurs dans 110 maisons.

## liens externes
- (it) Site officiel
- Notice dans un dictionnaire ou une encyclopédie généraliste :   - Gran Enciclopedia de Navarra
- Notices d'autorité :   - VIAF